# Cecil (Oregon)
Cecil (korábban Cecils) az Amerikai Egyesült Államok északnyugati részén, Oregon állam Morrow megyéjében, az Oregon Route 74 mentén elhelyezkedő önkormányzat nélküli település, egykor fontos postakocsi-megálló.
Névadója a térségben jelentős földtulajdonnal rendelkező Cecil család. A posta 1867 és 1870, majd 1902 és 1974 között működött. A település lakossága 1940-ben 15 fő volt. 1993-ban benzinkút és bolt is volt itt.
Egykor erre haladt a Union Pacific Railroad heppneri szárnyvonala, amelyet 1994-ben szinte teljes egészében felszámoltak.

## Fordítás
- Ez a szócikk részben vagy egészben  a   Cecil, Oregon című angol Wikipédia-szócikk ezen változatának fordításán alapul.  Az eredeti cikk szerkesztőit annak laptörténete sorolja fel. Ez a jelzés csupán a megfogalmazás eredetét és a szerzői jogokat jelzi, nem szolgál a cikkben szereplő információk forrásmegjelöléseként.